# المرأة الخفية
المرأة الخفية (بالإنجليزية: The Invisible Woman)‏ هو فيلم دراما تم إنتاجه في المملكة المتحدة وصدر في سنة 2013. الفيلم من إخراج رالف فاينس وكتابة آبي مورغان. من بطولة رالف فاينس وفيليسيتي جونز وكريستين سكوت توماس وتوم هولاندر.

## الممثلون والشخصيات
- رالف فاينس في دور تشارلز ديكنز
- فيليسيتي جونز في دور نيلي تيرنان
- كريستين سكوت توماس في دور فرانسيس والدة نيلي
- توم هولاندر في دور ويكي كولنز
- جوانا سكانلان في دور كاترين زوجة ديكنز
- ميشيل فيرلي في دور كارولين جريفز
- جوناتون هاردي في دور السيد أرنوت
- توم بيرك في دور السيد جورج وارتون روبانسون
- بارديتا ويكس في دور ماريا تيرنن
- جون كافاناغ في دور ريفيرند بينهام

## القصة
يحكي الفيلم قصة الحب السرية ما بين الروائي الإنجليزي الكبير تشارلز ديكنز وعشيقته نيللي تيرنان.

## الإنتاج
أشار رالف إلى أن إخراج فيلم عن ديكنز كان هاجساً يراوده باستمرار، لكي يسلط الضوء على العلاقة العاطفية الخاصة بينه وبين نيللي باعتباره إنساناً عانى كثيراً في طفولته.
وينوه بأن الشعور السائد عند كثيرين هو أن ديكنز يكتب روايات جيدة يبرز فيها حياة الفقراء والأيتام والمدارس والسجون، لكن المشاهدين سيرون في هذا الفيلم الجانب الخفي من شخصيته.
ويوضح فينس «ديكنز رجل به الكثير من التباين والتناقضات. وأنا أحب هذا وقد يثير الجدل ويدفع الناس للحديث عنه».

### ردود النقاد
تلقى الفيلم مراجعات إيجابية من مختلف النقاد حيث حصل على نسبة 75% على موقع الطماطم الفاسدة بناءً على 60 مراجعة.

## وصلات خارجية
- المرأة الخفية على موقع IMDb (الإنجليزية)
- المرأة الخفية على موقع ميتاكريتيك (الإنجليزية)
- المرأة الخفية على موقع روتن توميتوز (الإنجليزية)
- المرأة الخفية على موقع قاعدة بيانات الأفلام العربية
- المرأة الخفية على موقع ألو سيني (الفرنسية)
- المرأة الخفية على موقع أول موفي (الإنجليزية)
- المرأة الخفية على موقع بوكس أوفيس موجو (الإنجليزية)
- المرأة الخفية على موقع فيلمافينيتي (الإسبانية)
- المرأة الخفية على موقع قاعدة بيانات الأفلام السويدية (السويدية)
- المرأة الخفية على موقع قاعدة بيانات الفيلم (الإنجليزية)